# رحلة الخطوط السويسرية رقم 306
كانت رحلة الخطوط الجوية السويسرية رقم 306 رحلة دولية مجدولة من زيورخ إلى روما، عبر جنيف. تحطمت بالقرب من دوريناش، آرجاو، في 4 سبتمبر 1963، بعد وقت قصير من إقلاعها، مما أسفر عن مقتل جميع الأشخاص البالغ عددهم 80 شخصًا على متنها. كانت الطائرة من طراز سود أفياسيون كارافيل واسمها شافهاوزن.

## توقيت الرحلة
كان مطار زيورخ تصعب الرؤية فيه بسبب الضباب كثيف عندما كان من المقرر أن تقلع الطائرة في الساعة 06:00 بالتوقيت العالمي المنسق. في الساعة 06:04 تم السماح للطائرة بالتوجه إلى المدرج 34 خلف سيارة مرافقة. في الساعة 06:05 أفاد الطاقم أنهم سوف يتجهون إلى منتصف الطريق على المدرج 34 لتفقد الضباب ثم العودة إلى نقطة الإقلاع. تم ذلك باستخدام قوة محرك عالية من أجل تبديد الضباب. حوالي الساعة 06:12 عادت الطائرة إلى المدرج 34 وتم السماح لها بالإقلاع، وهو ما حدث في الساعة 06:13، وبدأت في الصعود إلى مستوى الطيران 150 (حوالي 15,000 قدم (4,600 م) ) ارتفاع طيرانها. بعد أربع دقائق لاحظ الناس على الأرض سحابة بيضاء من الدخان قادمة من الجانب الأيسر للطائرة. بعد فترة وجيزة، اندلعت شعلة طويلة من الجناح الأيسر. حوالي الساعة 06:20 وصلت الطائرة إلى ارتفاع حوالي 2,700 متر (8,900 قدم). ثم بدأ بالنزول، ودخل في منعطف لطيف إلى اليسار قبل أن يفقد ارتفاعه بسرعة أكبر. ثم دخل في غوص نهائي حاد. في الساعة 06:21 تم إصدار رسالة الاستغاثة. في الساعة 06:22 تحطمت الطائرة على الأرض على مشارف مدينة دوريناش، على بعد حوالي 35 كيلومتر (22 ميل؛ 19 nmi) من مطار زيورخ.

## سبب الحادث
ارتفعت درجة حرارة فرامل الطائرة نتيجة تطبيق قوة المحرك الكاملة أثناء السير على المدرج مما تسبب ذلك في انفجار عجلات المغنيسيوم، إحداها على المدرج قبل الإقلاع. عند سحب معدات الهبوط، تعرضت الخطوط الهيدروليكية الموجودة في حجرة التروس للتلف. قد حدث ذلك إما بسبب انفجار العجلات، أو انفجار حواف العجلات الأخرى أثناء التسلق. في وقت لاحق، اشتعلت النيران في السائل الهيدروليكي المسكوب عندما لامس حواف معدات الهبوط شديدة الحرارة. أدى الحريق إلى إتلاف حجرة التروس، ثم الجناح.
تشير البيانات الواردة من مسجل رحلة الطائرة، إلى جانب عدم وجود اتصالات لاسلكية من جانب الطاقم، إلى أنهم على الأرجح بدأوا يواجهون صعوبات في الساعة 06:18. وأشارت المخالفات في البيانات، والتي بدأت بعد دقيقتين تقريبًا، إلى أن الحريق كان يسبب مشاكل كهربائية، في حين أشار تحليل الحطام إلى أن أجزاء من الطائرة كانت تنفصل "بتواتر متزايد" في هذا الوقت تقريبًا. توقف المحرك الأيسر عن العمل قبل الاصطدام، ومن غير المعروف ما إذا كان ذلك نتيجة لعمل الطاقم أو عطل ناجم عن الحريق. ولم يتم تحديد سبب فقدان السيطرة النهائي بشكل قاطع. كما لوحظ صلابة الجناح الأيسر وجسم الطائرة الخلفي، وسلامة نظام التحكم الهيدروليكي في الطيران، ووحدة التحكم في المصعد كمناطق محتملة ربما تأثرت بالحريق في الجزء الأخير من الرحلة إلى الحد الذي قد يتسبب في فقدان السيطرة بسرعة. نتيجة لهذا الحادث، تم تعديل جميع طائرات كارافيل لاستخدام السوائل الهيدروليكية غير القابلة للاشتعال.

## الخسائر
كان على متن الطائرة 74 مواطنًا سويسريًا بالإضافة إلى أمريكيين اثنين (أحدهما يحمل جنسية مزدوجة مع إيران)، وبريطاني واحد، ومصري واحد (المجدف الأولمبي إبراهيم عبد الحليم )، وإسرائيلي واحد، وكان أحد الركاب إما من بلجيكا أو النمسا. قد أثر هذا الحادث بشدة على قرية هومليكون الصغيرة في كانتون زيورخ: حيث صعد 43 من مواطنيها البالغ عددهم 217 (20% من السكان) على متن الطائرة لزيارة موقع اختبار مزرعة بالقرب من جنيف. من بين الذين لقوا حتفهم المجلس المحلي بأكمله، وجميع أعضاء مجلس المدرسة المحلية، وموظف مكتب بريد القرية، وكان عدد من الأطفال الأيتام يتلقون الرعاية في منازلهم من قبل أقاربهم، واضطر ستة من هؤلاء الأطفال إلى الانتقال، وذهب جميعهم باستثناء واحد للعيش مع أقارب قريبين.
كما ظهرت مشاكل أخرى فيما يتعلق بصيانة المزارع المحلية، لكن الناس من القرى المجاورة ساعدوا. جاء المتدربون من الشركات المحلية، والطلاب، ورجال الإطفاء، والجنود، والكشافة، وعمال السكك الحديدية، ورجال الشرطة، فضلاً عن أطفال المدارس المتطوعين، وحتى من الخارج للمساعدة. تم حصاد ما يقرب من 600 طن من البطاطس يدويًا، وتم درس الذرة وزرع بذور المحصول الجديد في الوقت المناسب. بعد مرور أكثر من شهر على الحادث، تم انتخاب مجلس جديد من قبل 52 ناخبًا مؤهلًا متبقين.